# Ремии
Ремиите (gens Remmia) са фамилия от Древен Рим.
С името Ремий е известен само поетът Квинт Ремий Палемон. Роден e във Виченца и e освободен роб. Според Светоний той преподава в училище в Рим и е бил най-добият граматик и много надменен. 
Живял е по времето на императорите Тиберий и Клавдий. Негов ученик е бил Квинтилиан.